# Liste des sénateurs de l'Yonne
Cette page présente la liste des sénateurs de l'Yonne depuis la Troisième République.

## Ve République

### Mandature 2020-2026
Depuis le 27 septembre 2020
| Sénateur              |  | Parti | Premier mandat |
| --------------------- |  | ----- | -------------- |
| Jean-Baptiste Lemoyne |  | LREM  | 2014           |
| Marie-Agnès Évrard    |  | Agir  | 2020           |
| Dominique Vérien      |  | UDI   | 2017           |

- 2 sénateurs élus selon un mode de scrutin majoritaire plurinominal pour 6 ans.
- Marie-Agnès Évrard remplace Jean-Baptiste Lemoyne en 2020 à la suite de la nomination au gouvernement de celui-ci.

### Mandature 2014-2020
Depuis le 28 septembre 2014
| Sénateur              |  | Parti | Premier mandat |
| --------------------- |  | ----- | -------------- |
| Jean-Baptiste Lemoyne |  | UMP   | 2014           |
| Noëlle Rauscent       |  | DVD   | 2017           |
| Henri de Raincourt    |  | UMP   | 1986           |

- 2 sénateurs élus selon un mode de scrutin majoritaire plurinominal pour 6 ans.
- Noëlle Rauscent remplace Jean-Baptiste Lemoyne en 2017 à la suite de la nomination au gouvernement de celui-ci.

### Mandature 2004-2014
Depuis le 26 septembre 2004
| Sénateur           |  | Parti | Premier mandat |
| ------------------ |  | ----- | -------------- |
| Pierre Bordier     |  | UMP   | 2004           |
| Henri de Raincourt |  | UMP   | 1986           |
| André Villiers     |  | UDI   | 2009           |

- 2 sénateurs élus selon un mode de scrutin majoritaire plurinominal pour 9 ans.
- André Villiers remplace Henri de Raincourt en 2009 à la suite de la nomination au gouvernement de celui-ci.

### Mandature 1995-2004
Depuis le 24 septembre 1995
| Sénateur           |  | Parti | Premier mandat |
| ------------------ |  | ----- | -------------- |
| Serge Franchis     |  | UDF   | 1995           |
| Henri de Raincourt |  | UDF   | 1986           |

- 2 sénateurs élus selon un mode de scrutin majoritaire plurinominal pour 9 ans.

### Mandature 1986-1995
Depuis le 28 septembre 1986
| Sénateur           |  | Parti | Premier mandat |
| ------------------ |  | ----- | -------------- |
| Jean Chamant       |  | RPR   | 1977           |
| Henri de Raincourt |  | UDF   | 1986           |

- 2 sénateurs élus selon un mode de scrutin majoritaire plurinominal pour 9 ans.

### Mandature 1977-1986
Depuis le 25 septembre 1977
| Sénateur        |  | Parti | Premier mandat |
| --------------- |  | ----- | -------------- |
| Jean Chamant    |  | RPR   | 1977           |
| Paul Guillaumot |  | DVD   | 1959           |

- 2 sénateurs élus selon un mode de scrutin majoritaire plurinominal pour 9 ans.

### Mandature 1968-1977
Depuis le 22 septembre 1968
| Sénateur        |  | Parti | Premier mandat |
| --------------- |  | ----- | -------------- |
| Jacques Piot    |  | DVD   | 1968           |
| Odette Pagani   |  | PR    | 1973           |
| Paul Guillaumot |  | DVD   | 1959           |

- 2 sénateurs élus selon un mode de scrutin majoritaire plurinominal pour 9 ans.
- Odette Pagani remplace Jacques Piot en 1973 à la suite de l'élection comme député de celui-ci.

### Mandature 1959-1968
Depuis le 26 avril 1959
| Sénateur              |  | Parti | Premier mandat |
| --------------------- |  | ----- | -------------- |
| André Plait           |  | CNIP  | 1959           |
| Philippe de Raincourt |  | CNIP  | 1959           |
| Paul Guillaumot       |  | DVD   | 1959           |

- 2 sénateurs élus selon un mode de scrutin majoritaire plurinominal pour 9 ans.
- Paul Guillaumot remplace Philippe de Raincourt en 1959 à la suite du décès de celui-ci.

## IVe République
- Georges Schiever de 1946 à 1947
- Paul Fourré de 1946 à 1948
- André Plait de 1948 à 1959
- Philippe de Raincourt (Républicains indépendants) de 1948 à 1959

## IIIe République
- Hippolyte Ribière de 1876 à 1885
- Édouard Charton de 1876 à 1890
- Jules Guichard de 1885 à 1896
- Gustave Coste de 1890 à 1900
- Alexandre Dethou de 1892 à 1896
- Paul Bezine de 1896 à 1909
- Charles Laubry de 1897 à 1899
- Théophile Collinot de 1900 à 1905
- Félix Lordereau de 1900 à 1909
- Jean-Baptiste Bienvenu-Martin de 1905 à 1940
- Félix Besnard de 1909 à 1913
- Lucien Cornet de 1909 à 1922
- Marcel Ribière de 1913 à 1922
- Gaston Gaudaire de 1922 à 1936
- Henri Hamelin de 1922 à 1940
- Georges Boully de 1936 à 1940